# Eo biển Hudson

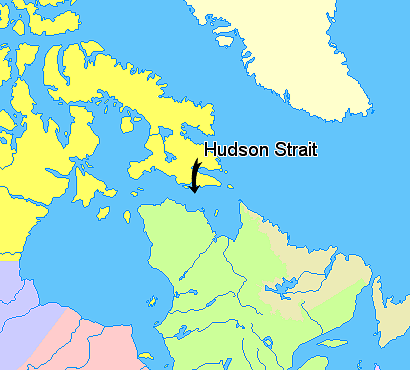
Eo biển Hudson, Nunavut, Canada.
Nunavut
Greenland
Quebec
Newfoundland và Labrador
Manitoba
Ontario

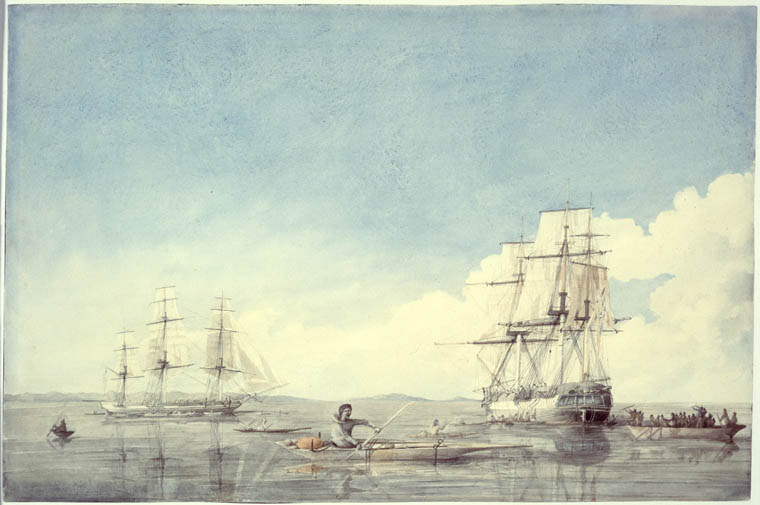
Các con tàu Prince of Wales và Eddystone của Hudson's Bay Company đang trao đổi hàng hóa với người Inuit ngoài khơi các đảo Upper Savage, vịnh Hudson; tranh của Robert Hood (1819)

Eo biển Hudson nối Đại Tây Dương với vịnh Hudson ở Canada. Nó nằm giữa đảo Baffin và vùng duyên hải phía bắc của Quebec, lối vào phía đông của nó được đánh dấu bằng mũi Chidley và đảo Resolution. Nó được nhà thám hiểm Henry Hudson phát hiện năm 1610 khi ông trên boong con tàu của Anh là Discovery. Trong một thời gian dài, người ta coi nó là hành lang Tây Bắc hư cấu để sang Ấn Độ.